# 14.ª etapa del Giro de Italia 2024
La 14.ª etapa del Giro de Italia 2024 tuvo lugar el 18 de mayo de 2024 y consistió en una etapa contrarreloj con inicio en Castiglione delle Stiviere y final en Desenzano del Garda sobre un recorrido de 31,2 km. La etapa fue ganada por el italiano Filippo Ganna del equipo INEOS Grenadiers, mientras que el esloveno Tadej Pogačar mantuvo el liderato.

## Clasificación de la etapa
| Castiglione delle Stiviere - Desenzano del Garda | contrarreloj individual | (31,2 km) |

| \| Clasificación de la etapa \| Clasificación de la etapa \| Clasificación de la etapa \| Clasificación de la etapa \| Clasificación de la etapa \| \| Ciclista \| Ciclista \| Equipo \| Tiempo \| \| \| ------------------------- \| ------------------------- \| -------------------------- \| ------------------------- \| ------------------------- \| \| 1.º \| Filippo Ganna \| Ineos Grenadiers \| 35 min 02 s \| \| \| 2.º \| Tadej Pogačar \| UAE Team Emirates \| + 29 s \| \| \| 3.º \| Thymen Arensman \| Ineos Grenadiers \| + 1 min 07 s \| \| \| 4.º \| Geraint Thomas \| Ineos Grenadiers \| + 1 min 14 s \| \| \| 5.º \| Lucas Plapp \| Team Jayco AlUla \| + 1 min 18 s \| \| \| 6.º \| Antonio Tiberi \| Bahrain Victorious \| + 1 min 19 s \| \| \| 7.º \| Ben O'Connor \| Decathlon-AG2R La Mondiale \| + 1 min 25 s \| \| \| 8.º \| Tobias Foss \| Ineos Grenadiers \| + 1 min 26 s \| \| \| 9.º \| Mikkel Bjerg \| UAE Team Emirates \| + 1 min 28 s \| \| \| 10.º \| Edoardo Affini \| Team Visma \\| Lease a Bike \| + 1 min 30 s \| \| |                 |                            |              |
| |                 |                            |              |
| Fuentes: ProCyclingStats Cycling Quotient |                 |                            |              |
| Clasificación de la etapa |                 |                            |              |
| Ciclista | Ciclista        | Equipo                     | Tiempo       |
| 1.º | Filippo Ganna   | Ineos Grenadiers           | 35 min 02 s  |
| 2.º | Tadej Pogačar   | UAE Team Emirates          | + 29 s       |
| 3.º | Thymen Arensman | Ineos Grenadiers           | + 1 min 07 s |
| 4.º | Geraint Thomas  | Ineos Grenadiers           | + 1 min 14 s |
| 5.º | Lucas Plapp     | Team Jayco AlUla           | + 1 min 18 s |
| 6.º | Antonio Tiberi  | Bahrain Victorious         | + 1 min 19 s |
| 7.º | Ben O'Connor    | Decathlon-AG2R La Mondiale | + 1 min 25 s |
| 8.º | Tobias Foss     | Ineos Grenadiers           | + 1 min 26 s |
| 9.º | Mikkel Bjerg    | UAE Team Emirates          | + 1 min 28 s |
| 10.º | Edoardo Affini  | Team Visma \| Lease a Bike | + 1 min 30 s |

## Clasificaciones al final de la etapa

### Clasificación general(Maglia Rosa)
| \| Clasificación general \| Clasificación general \| Clasificación general \| Clasificación general \| Clasificación general \| \| Ciclista \| Ciclista \| Equipo \| Tiempo \| \| \| --------------------- \| ---------------------- \| -------------------------- \| --------------------- \| --------------------- \| \| 1.º \| Tadej Pogačar \| UAE Team Emirates \| 50 h 00 min 09 s \| \| \| 2.º \| Geraint Thomas \| Ineos Grenadiers \| + 3 min 41 s \| \| \| 3.º \| Daniel Felipe Martínez \| Bora-Hansgrohe \| + 3 min 56 s \| \| \| 4.º \| Ben O'Connor \| Decathlon-AG2R La Mondiale \| + 4 min 35 s \| \| \| 5.º \| Antonio Tiberi \| Bahrain Victorious \| + 5 min 17 s \| \| \| 6.º \| Thymen Arensman \| Ineos Grenadiers \| + 6 min 30 s \| \| \| 7.º \| Filippo Zana \| Team Jayco AlUla \| + 7 min 26 s \| \| \| 8.º \| Romain Bardet \| Team dsm-firmenich PostNL \| + 7 min 52 s \| \| \| 9.º \| Lorenzo Fortunato \| Astana Qazaqstan Team \| + 8 min 40 s \| \| \| 10.º \| Alex Baudin \| Decathlon-AG2R La Mondiale \| + 8 min 56 s \| \| |                        |                            |                  |
| |                        |                            |                  |
| Fuentes: ProCyclingStats Cycling Quotient |                        |                            |                  |
| Clasificación general |                        |                            |                  |
| Ciclista | Ciclista               | Equipo                     | Tiempo           |
| 1.º | Tadej Pogačar          | UAE Team Emirates          | 50 h 00 min 09 s |
| 2.º | Geraint Thomas         | Ineos Grenadiers           | + 3 min 41 s     |
| 3.º | Daniel Felipe Martínez | Bora-Hansgrohe             | + 3 min 56 s     |
| 4.º | Ben O'Connor           | Decathlon-AG2R La Mondiale | + 4 min 35 s     |
| 5.º | Antonio Tiberi         | Bahrain Victorious         | + 5 min 17 s     |
| 6.º | Thymen Arensman        | Ineos Grenadiers           | + 6 min 30 s     |
| 7.º | Filippo Zana           | Team Jayco AlUla           | + 7 min 26 s     |
| 8.º | Romain Bardet          | Team dsm-firmenich PostNL  | + 7 min 52 s     |
| 9.º | Lorenzo Fortunato      | Astana Qazaqstan Team      | + 8 min 40 s     |
| 10.º | Alex Baudin            | Decathlon-AG2R La Mondiale | + 8 min 56 s     |

### Clasificación por puntos(Maglia Ciclamino)
| Clasificación por puntos | Clasificación por puntos | Clasificación por puntos      | Clasificación por puntos | Clasificación por puntos |
| Ciclista                 | Ciclista                 | Equipo                        | Puntos                   |                          |
| ------------------------ | ------------------------ | ----------------------------- | ------------------------ | ------------------------ |
| 1.º                      | Jonathan Milan           | Lidl-Trek                     | 284 pts                  |                          |
| 2.º                      | Kaden Groves             | Alpecin-Deceuninck            | 174 pts                  |                          |
| 3.º                      | Tim Merlier              | Soudal Quick-Step             | 93 pts                   |                          |
| 4.º                      | Filippo Fiorelli         | VF Group-Bardiani CSF-Faizanè | 86 pts                   |                          |
| 5.º                      | Andrea Pietrobon         | Team Polti Kometa             | 86 pts                   |                          |
| 6.º                      | Julian Alaphilippe       | Soudal Quick-Step             | 74 pts                   |                          |
| 7.º                      | Tadej Pogačar            | UAE Team Emirates             | 69 pts                   |                          |
| 8.º                      | Jhonatan Narváez         | Ineos Grenadiers              | 63 pts                   |                          |
| 9.º                      | Benjamin Thomas          | Cofidis                       | 57 pts                   |                          |
| 10.º                     | Juan Sebastián Molano    | UAE Team Emirates             | 54 pts                   |                          |

### Clasificación de la montaña(Maglia Azzurra)
| Clasificación de la montaña | Clasificación de la montaña | Clasificación de la montaña   | Clasificación de la montaña | Clasificación de la montaña |
| Ciclista                    | Ciclista                    | Equipo                        | Puntos                      |                             |
| --------------------------- | --------------------------- | ----------------------------- | --------------------------- | --------------------------- |
| 1.º                         | Tadej Pogačar               | UAE Team Emirates             | 104 pts                     |                             |
| 2.º                         | Simon Geschke               | Cofidis                       | 59 pts                      |                             |
| 3.º                         | Valentin Paret-Peintre      | Decathlon-AG2R La Mondiale    | 55 pts                      |                             |
| 4.º                         | Daniel Felipe Martínez      | Bora-Hansgrohe                | 52 pts                      |                             |
| 5.º                         | Lilian Calmejane            | Intermarché-Wanty             | 32 pts                      |                             |
| 6.º                         | Romain Bardet               | Team dsm-firmenich PostNL     | 32 pts                      |                             |
| 7.º                         | Geraint Thomas              | Ineos Grenadiers              | 22 pts                      |                             |
| 8.º                         | Andrea Piccolo              | EF Education-EasyPost         | 18 pts                      |                             |
| 9.º                         | Filippo Fiorelli            | VF Group-Bardiani CSF-Faizanè | 18 pts                      |                             |
| 10.º                        | Ben O'Connor                | Decathlon-AG2R La Mondiale    | 17 pts                      |                             |

### Clasificación de los jóvenes(Maglia Bianca)
| Clasificación del mejor joven | Clasificación del mejor joven | Clasificación del mejor joven | Clasificación del mejor joven | Clasificación del mejor joven |
| Ciclista                      | Ciclista                      | Equipo                        | Tiempo                        |                               |
| ----------------------------- | ----------------------------- | ----------------------------- | ----------------------------- | ----------------------------- |
| 1.º                           | Antonio Tiberi                | Bahrain Victorious            | 50 h 05 min 26 s              |                               |
| 2.º                           | Thymen Arensman               | Ineos Grenadiers              | + 1 min 13 s                  |                               |
| 3.º                           | Filippo Zana                  | Team Jayco AlUla              | + 2 min 09 s                  |                               |
| 4.º                           | Alex Baudin                   | Decathlon-AG2R La Mondiale    | + 3 min 39 s                  |                               |
| 5.º                           | Davide Piganzoli              | Team Polti Kometa             | + 8 min 54 s                  |                               |
| 6.º                           | Giovanni Aleotti              | Bora-Hansgrohe                | + 13 min 50 s                 |                               |
| 7.º                           | Valentin Paret-Peintre        | Decathlon-AG2R La Mondiale    | + 28 min 10 s                 |                               |
| 8.º                           | Mauri Vansevenant             | Soudal Quick-Step             | + 38 min 45 s                 |                               |
| 9.º                           | Edoardo Zambanini             | Bahrain Victorious            | + 41 min 01 s                 |                               |
| 10.º                          | Magnus Sheffield              | Ineos Grenadiers              | + 41 min 49 s                 |                               |

### Clasificación por equipos"Súper team"
| Clasificación por equipos | Clasificación por equipos     | Clasificación por equipos | Clasificación por equipos |
| Equipo                    | Equipo                        | Tiempo                    |                           |
| ------------------------- | ----------------------------- | ------------------------- | ------------------------- |
| 1.º                       | Ineos Grenadiers              | 150 h 17 min 37 s         |                           |
| 2.º                       | Decathlon-AG2R La Mondiale    | + 2 min 09 s              |                           |
| 3.º                       | Bora-Hansgrohe                | + 22 min 21 s             |                           |
| 4.º                       | UAE Team Emirates             | + 27 min 51 s             |                           |
| 5.º                       | Astana Qazaqstan Team         | + 32 min 36 s             |                           |
| 6.º                       | VF Group-Bardiani CSF-Faizané | + 48 min 45 s             |                           |
| 7.º                       | Bahrain Victorious            | + 50 min 04 s             |                           |
| 8.º                       | EF Education-EasyPost         | + 51 min 30 s             |                           |
| 9.º                       | Movistar Team                 | + 54 min 11 s             |                           |
| 10.º                      | Team dsm-firmenich PostNL     | + 1 h 00 min 22 s         |                           |